# Дахабон (город)
Дахабон (исп. Dajabón) — город в Доминиканской Республике.

## География
Город Дахабон расположен в северо-западной части Доминиканской Республики, на её границе с Гаити, севернее горного хребта Центральная Кордильера, на берегу реки Рио-Дахабон. С гаитянским берегом и расположенным на нём пограничным городом Уанаминте Дахабон соединяет мост.

## История
Город Дахабон был основан между 1771 и 1776 годами. Неоднократно разорялся во время войн за независимость в колонии Санто-Доминго. Стал усиленно заселяться лишь после обретения страной независимости в 1865 году. В октябре 1937 года, в годы правления президента Трухильо, во время так называемых Петрушечных погромов здесь было убито от 20 000 до 30 000 гаитян, живших и сезонно работавших в приграничных районах Доминиканской Республики.

## Ярмарка
По понедельникам и пятницам в окрестностях Дахабона на специально выделенной большой площади проводится большой ярмарочно-рыночный день как для доминиканцев, так и для посетителей из соседнего Гаити. В эти дни гаитянам разрешается беспрепятственно пересекать границу. К продаже предлагаются бананы и другие продукты питания, текстильная продукция и товары домашнего обихода.